# Communautés de fans d'animes et de mangas
Les communautés de fans d'animes et de mangas rassemblent une partie des fans d'animes et de mangas dans le monde.

## Evènements
Les communautés de fans se retrouvent notamment lors des conventions d'anime, par exemple en France à la Japan Expo, qui existe depuis 1999.